# آتسوتوشی نیشیدا
آتسوتوشی نیشیدا (به ژاپنی: 西田 厚聰) (زاده ۲۹ دسامبر ۱۹۴۳) کارآفرین، بازرگان و مدیر ارشد اجرایی ژاپنی است، که اکنون به‌عنوان رییس هیئت مدیره شرکت توشیبا فعالیت می‌کند.